# American Football Conference
American Football Conference (AFC) este, împreună cu NFC, una dintre cele două conferințe care alcătuiesc National Football League (NFL) a fotbalului american. 
Din 1997 până în 2005, victoria în Super Bowl, care a încoronează cea mai bună franciză din NFL, a scăpat doar de două ori francizelor AFC.

### Divizia Est
- Buffalo Bills
- Miami Dolphins
- New York Jets
- New England Patriots

### Divizia Nord
- Baltimore Ravens
- Cincinnati Bengals
- Cleveland Browns
- Pittsburg Steelers

### Divizia Sud
- Houston Texas
- Indianapolis Colts
- Jacskonville Jaguars
- Tennessee Titans

### Divizia Vest
- Denver Broncos
- Kansas City Chiefs
- Oakland Raiders
- Los Angeles Chargers

## Palmares
| Sezoane | Finale                    | Finale | Finale               |
| Sezoane | Câștigătoare              | Scor   | Finaliste            |
| ------- | ------------------------- | ------ | -------------------- |
| 1970    | Baltimore Colts (1)       | 27-17  | Oakland Raiders      |
| 1971    | Miami Dolphins (1)        | 21-0   | Baltimore Colts      |
| 1972    | Miami Dolphins (2)        | 21-17  | Pittsburgh Steelers  |
| 1973    | Miami Dolphins (3)        | 27-10  | Oakland Raiders      |
| 1974    | Pittsburgh Steelers (1)   | 24-13  | Oakland Raiders      |
| 1975    | Pittsburgh Steelers (2)   | 16-10  | Oakland Raiders      |
| 1976    | Oakland Raiders (1)       | 24-7   | Pittsburgh Steelers  |
| 1977    | Broncos de Denver (1)     | 20-17  | Oakland Raiders      |
| 1978    | Pittsburgh Steelers (3)   | 34-5   | Houston Oilers       |
| 1979    | Pittsburgh Steelers (4)   | 27-13  | Houston Oilers       |
| 1980    | Oakland Raiders (2)       | 34-27  | San Diego Chargers   |
| 1981    | Cincinnati Bengals (1)    | 27-7   | San Diego Chargers   |
| 1982    | Miami Dolphins (4)        | 14-0   | New York Jets        |
| 1983    | Los Angeles Raiders (3)   | 30-14  | Seattle Seahawks     |
| 1984    | Miami Dolphins (5)        | 45-28  | Pittsburgh Steelers  |
| 1985    | New England Patriots (1)  | 31-14  | Miami Dolphins       |
| 1986    | Denver Broncos (2)        | 23-20  | Cleveland Browns     |
| 1987    | Denver Broncos (3)        | 38-33  | Cleveland Browns     |
| 1988    | Cincinnati Bengals (2)    | 21-10  | Buffalo Bills        |
| 1989    | Denver Broncos (4)        | 37-21  | Cleveland Browns     |
| 1990    | Buffalo Bills (1)         | 51-3   | Los Angeles Raiders  |
| 1991    | Buffalo Bills (2)         | 10-7   | Denver Broncos       |
| 1992    | Buffalo Bills (3)         | 29-10  | Miami Dolphins       |
| 1993    | Buffalo Bills (4)         | 30-13  | Kansas City Chiefs   |
| 1994    | San Diego Chargers (1)    | 17-13  | Pittsburgh Steelers  |
| 1995    | Pittsburgh Steelers (5)   | 20-16  | Indianapolis Colts   |
| 1996    | New England Patriots (2)  | 20-6   | Jacksonville Jaguars |
| 1997    | Denver Broncos (5)        | 24-21  | Pittsburgh Steelers  |
| 1998    | Denver Broncos (6)        | 23-10  | New York Jets        |
| 1999    | Tennessee Titans (1)      | 33-14  | Jacksonville Jaguars |
| 2000    | Baltimore Ravens (1)      | 16-3   | Oakland Raiders      |
| 2001    | New England Patriots (3)  | 24-17  | Pittsburgh Steelers  |
| 2002    | Oakland Raiders (4)       | 41-24  | Tennessee Titans     |
| 2003    | New England Patriots (4)  | 24-14  | Indianapolis Colts   |
| 2004    | New England Patriots (5)  | 41-27  | Pittsburgh Steelers  |
| 2005    | Pittsburgh Steelers (6)   | 34-17  | Denver Broncos       |
| 2006    | Indianapolis Colts (2)    | 38-34  | New England Patriots |
| 2007    | New England Patriots (6)  | 21-12  | San Diego Chargers   |
| 2008    | Pittsburgh Steelers (7)   | 23-14  | Baltimore Ravens     |
| 2009    | Indianapolis Colts (3)    | 30-17  | New York Jets        |
| 2010    | Pittsburgh Steelers (8)   | 24-19  | New York Jets        |
| 2011    | New England Patriots (7)  | 23-20  | Baltimore Ravens     |
| 2012    | Baltimore Ravens (2)      | 28-13  | New England Patriots |
| 2013    | Denver Broncos (7)        | 26-16  | New England Patriots |
| 2014    | New England Patriots (8)  | 26-16  | Indianapolis Colts   |
| 2015    | Denver Broncos (8)        | 45-7   | New England Patriots |
| 2016    | New England Patriots (9)  | 36-17  | Pittsburgh Steelers  |
| 2017    | New England Patriots (10) | 24-20  | Jacksonville Jaguars |
| 2018    | New England Patriots (11) | 37-31  | Kansas City Chiefs   |
| 2019    | Kansas City Chiefs (1)    | 35-24  | Tennessee Titans     |
| 2020    | Kansas City Chiefs (2)    | 38-24  | Buffalo Bills        |
| 2021    | Cincinnati Bengals (3)    | 27-24  | Kansas City Chiefs   |
| 2022    | Kansas City Chiefs (3)    | 23-20  | Cincinnati Bengals   |
| 2023    | Kansas City Chiefs (4)    | 17-10  | Baltimore Ravens     |

## Tabel de onoare
| Loc | Franciză                        | Victorii                                                             | Finale pierdute |
| --- | ------------------------------- | -------------------------------------------------------------------- | --------------- |
| 1   | New England Patriots            | 11 (1985, 1996, 2001, 2003, 2004, 2007, 2011, 2014, 2016 2017, 2018) | 4               |
| 2   | Pittsburgh Steelers             | 8 (1974, 1975, 1978, 1979, 1995, 2005, 2008, 2010)                   | 8               |
| 3   | Denver Broncos                  | 8 (1977, 1986, 1987, 1989, 1997, 1998, 2013, 2015)                   | 2               |
| 4   | Miami Dolphins                  | 5 (1971, 1972, 1973, 1982, 1984)                                     | 2               |
| 5   | Oakland Raiders                 | 4 (1976, 1980, 1983, 2002)                                           | 7               |
| 6   | Kansas City Chiefs              | 4 (2019, 2020, 2022, 2023)                                           | 3               |
| 7   | Buffalo Bills                   | 4 (1990, 1991, 1992, 1993)                                           | 2               |
| 8   | Indianapolis Colts              | 3 (1970, 2006, 2009)                                                 | 4               |
| 9   | Cincinnati Bengals              | 3 (1981, 1988, 2021)                                                 | 1               |
| 10  | Baltimore Ravens                | 2 (2000, 2012)                                                       | 3               |
| 11  | Tennessee Titans/Houston Oilers | 1 (2002)                                                             | 3               |
| 12  | Los Angeles/San Diego Chargers  | 1 (1994)                                                             | 3               |
| 13  | New York Jets                   | 0                                                                    | 4               |
| 14  | Cleveland Browns                | 0                                                                    | 3               |
| 15  | Jacksonville Jaguars            | 0                                                                    | 3               |
| 16  | Seattle Seahawks                | 0                                                                    | 1               |
| 17  | Houston Texans                  | 0                                                                    | 0               |
| 17  | Tampa Bay Buccaneers            | 0                                                                    | 0               |